# The 13th Floor
The 13th Floor è il quarto album della Gothic metal band Sirenia.

## Tracce
Testi e musiche di Morten Veland.
1. The Path to Decay - 4:17
2. Lost in Life - 3:12
3. The Mind Maelstrom - 4:47
4. The Seventh Summer - 5:21
5. Beyond Life's Scenery - 4:33
6. The Lucid Door - 4:48
7. Led Astray - 4:35
8. Winterborn 77 - 5:33
9. Sirens of the Seven Seas - 5:11

## Formazione
- Ailyn - voce femminile
- Morten Veland - voce death, chitarre, tastiere, basso, programmazione; voce maschile in The Seventh Summer

### Altri musicisti
- Damien Surian, Mathieu Landry, Emmanuelle Zoldan, Sandrine Gouttebel & Emilie Lesbros – coro
- Jan Kenneth Barkved - voce maschile in Sirens of the Seven Seas
- Stephanie Valentin - violino in The Mind Maelstrom, Led Astray, Winterborn 77 e Sirens of the Seven Seas